# Lesió renal aguda
La lesió renal aguda (LRA), abans anomenada insuficiència renal aguda (IRA), és una disminució sobtada de la funció renal que es desenvolupa en 7 dies, com es mostra per un augment de la creatinina sèrica o una disminució de la producció d'orina, o ambdues coses.
Les causes de l'IRA es classifiquen com a prerenals (a causa de la disminució del flux sanguini al ronyó), renals intrínseques (a causa del dany al mateix ronyó) o postrenals (a causa del bloqueig del flux d'orina). Les causes prerenals de l'IRA inclouen sèpsia, deshidratació, pèrdua excessiva de sang, xoc cardiogènic, insuficiència cardíaca, cirrosi i certs medicaments com els IECA o els AINE. Les causes renals intrínseques de l'IRA inclouen la glomerulonefritis, la nefritis lúpica, la necrosi tubular aguda, certs antibiòtics i agents quimioterapèutics. Les causes postrenals de l'IRA inclouen càlcul renal, càncer de bufeta, bufeta neurogènica, engrandiment de la pròstata, estrenyiment de la uretra, i certs medicaments com els anticolinèrgics.
El diagnòstic de LRA es fa en funció dels signes i símptomes d'una persona, juntament amb proves de laboratori per a la creatinina sèrica i la mesura de la producció d'orina. Altres proves inclouen microscòpia d'orina i electròlits d'orina. L'ecografia renal es realitza quan se sospita una causa postrenal. Es pot obtenir una biòpsia renal quan se sospita LRA intrínseca i la causa no està clara.
L'IRA s'observa en el 10-15% de les persones ingressades a l'hospital i en més del 50% de les persones ingressades a la unitat de cures intensives (UCI). L'IRA pot provocar una sèrie de complicacions, com ara acidosi metabòlica, nivells alts de potassi, urèmia, canvis en l'equilibri de líquids corporals, efectes sobre altres sistemes orgànics i mort. Les persones que han patit IRA tenen un risc més gran de desenvolupar una malaltia renal crònica en el futur. El tractament inclou actuar sobre la causa subjacent i l'atenció de suport, com ara la teràpia renal substitutiva.

## Causes
Les causes es poden agrupar en tres famílies: prerenals, renals i postrenals.

### Prerenals

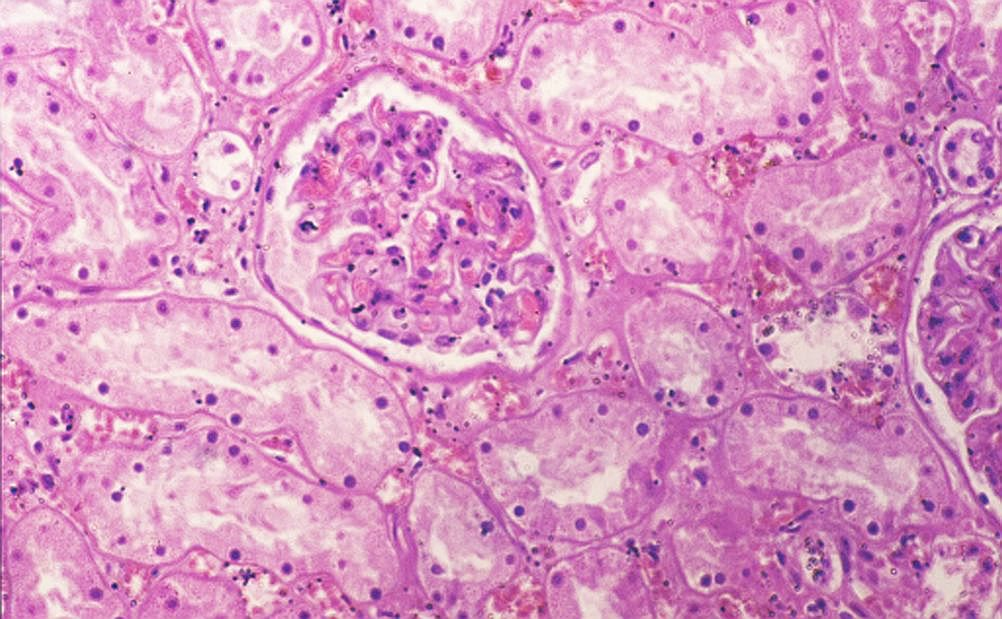
Necrosi tubular aguda renal

1. Hipovolèmia: per una hemorràgia, un segrest de líquid com l'ascites, grans cremats…
2. Baix cabal cardíac: per exemple una insuficiència cardíaca
3. Vasoconstricció: per inhibidors ECA i per AINEs (bloqueig de la producció de prostaglandines).
4. Si es manté molta estona la isquèmia pot donar-se una necrosi tubular aguda (NTA), un procés que portarà a la insuficiència renal crònica, es diu que la insuficiència s'ha establert.

### Renals
1. Problemes al glomèrul renal: glomerulonefritis.
2. Vascular: vasculitis.
3. Tubulo-intersticial: processos inflamatoris com les infeccions o les al·lèrgies i NTA tòxica o isquèmica.

### Postrenals
1. Obstrucció de les vies urinàries altes: càlcul, coàgul o tumor.
2. Obstrucció de la bufeta i de la uretra: per càlculs, coàguls, tumors, prostatitis.

## Clínica
La clínica és molt variable amb relació a la fase o la causa.
1. Hipovolèmia: hipotensió ortostàtica, taquicàrdia.
2. Insuficiència cardíaca: edemes i oligúria.
3. Dolor lumbar si està associat a pielonefritis, embòlia de l'artèria renal o de la vena renal.
4. Hematúria: síndrome nefròtica.
5. Anàlisi d'orina amb resultats atípics[6]
  1. Augment de la creatinina (més fidedigne que la urea) i augment de la urea sèrica (poc fidedigna, car pot augmentar per un augment d'aport proteic a la dieta o en hemorràgies intestinals).[7]
  2. Acidosi metabòlica per reducció d'excreció d'hidrogenions.
  3. Hiperpotassèmia per disminució de l'excreció de potassi.
  4. Hiponatrèmia o hipernatrèmia,[8] hiperfosfatèmia o hipocalcèmia…

## Complicacions
- Sobrecàrrega de volum per compensar la hipovolèmia relativa.
- Desequilibri hidroelectrolític: la hipocalièmia pot comportar arrítmies cardíaques, edema pulmonar…
- Disfunció plaquetària: problemes de coagulació.
- Síndrome urèmica.